# Ojo de Agua Segundo
Ojo de Agua Segundo är en ort i Mexiko.   Den ligger i kommunen Las Margaritas och delstaten Chiapas, i den sydöstra delen av landet, 900 km öster om huvudstaden Mexico City. Ojo de Agua Segundo ligger 1 426 meter över havet och antalet invånare är 280.
Terrängen runt Ojo de Agua Segundo är kuperad åt nordost, men åt sydväst är den platt. Runt Ojo de Agua Segundo är det ganska tätbefolkat, med 54 invånare per kvadratkilometer. Närmaste större samhälle är Las Margaritas, 18,1 km väster om Ojo de Agua Segundo. I omgivningarna runt Ojo de Agua Segundo växer i huvudsak städsegrön lövskog.